# Oratórios
Oratórios este un oraș în Minas Gerais (MG), Brazilia.